# Orestes (Jerusalem)
Orestes war orthodoxer Patriarch von Jerusalem. Zunächst Basilianermönch in Süditalien, wurde er – wohl auf das Ansinnen seiner Schwester, einer Konkubine des fatimidischen Kalifen al-ʿAzīz – 986 zum Patriarchen von Jerusalem ernannt. Im Jahre 1000 war er Mitglied einer diplomatischen Mission nach Konstantinopel, um Friedensverhandlungen mit dem Byzantinischen Reich zu führen. Dort verliert sich um 1006 seine Spur, möglicherweise starb er dort. Sein Bruder Arsenios, der zum Patriarchen von Alexandrien erhoben worden war, verwaltete nach dem Tode des Orestes bis zu seinem eigenen Tod 1010 auch das Patriarchat von Jerusalem.